# Cone Island
Cone Island ist eine kleine unbewohnte Insel der Andreanof Islands, die zu den Aleuten
gehören. Die etwa 100 m lange Insel liegt in der Nazan Bay von Atka Island.
Die Insel erhielt 1944 ihren Namen durch einen Piloten der US-Küstenwache.